# Siete leyes de Noé

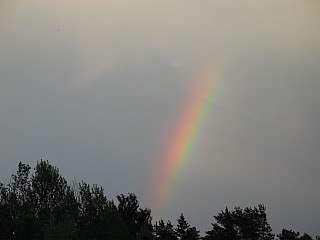
El arcoíris es el símbolo no oficial del noajismo, recordando el que Noé observó al salir del arca.

Las Siete leyes de Noé (en hebreo: שבע מצוות בני נח, Sheva' Mitzvot Bnei Noaj), también conocidas como Siete preceptos de las naciones o Leyes noájidas, son una colección de leyes que según el judaísmo rabínico, fueron otorgadas por Dios como un conjunto de leyes que agrupan a los «Hijos de Noé», es decir, la humanidad entera.
En detalle, cualquier no-judío que se adhiera a estas leyes, por ser reveladas a Noé, se convierte en un «justo entre las naciones», y se le asegura un lugar en «el Mundo venidero» (en hebreo, עולם הבא, Olam Habá), la recompensa final de los justos.
Las siete leyes son tradicionalmente listadas en el Talmud de Babilonia (en Sanedrín  56a-b y Tosefta Avodah Zarah 9:4) como:
1. No adorar ídolos.
2. No blasfemar.
3. No cometer pecados de índole sexual.
4. No robar.
5. No asesinar.
6. No comer la carne de un animal vivo.
7. Establecer cortes de justicia para implementar el cumplimiento de dichas leyes.[7]

En el judaísmo, las siete leyes de Noé son un conjunto de preceptos que según el Talmud fueron entregados por Dios a todos descendientes de Noé, es decir, a toda la humanidad. Según la halajá, los no-judíos no están obligados a convertirse al judaísmo, para asegurar un lugar en el Mundo Venidero. Según la tradición judía y noájida estas siete leyes le fueron dadas primero a Adán y posteriormente a Noé, este último ordenó a sus hijos a guardar estas leyes por el pacto que había hecho Dios con Noé:

He aquí, establezco mi pacto contigo, y con tu simiente después de ti.
Génesis 9:9

Las siete leyes de Noé se encuentran mencionadas en diferentes versículos bíblicos, en los libros de Génesis y Levítico. También se hace mención en el Libro de los Jubileos.

## Antecedentes teológicos
"La tierra era corrupta ante el Creador y estaba llena de violencia. Y el Creador vio la tierra y observó que era corrupta, porque toda carne había corrompido su sendero en la tierra. Y el Creador dijo a Noé: 'El final de toda carne ha llegado. La tierra está llena de violencia por su causa y por eso, los destruiré a ellos con la tierra...'" Así comienza la historia de la destrucción del mundo en los tiempos de Noé. Solo él y su familia fueron salvados del Gran Diluvio y cuando emergieron del arca que habían construido, Hashem (en Idioma hebreo se traduce literalmente como El Nombre y es una de las formas elípticas para referirse al Creador del Universo) celebró un nuevo pacto con ellos y en consecuencia con toda la humanidad. Bendijo a Noé junto a su familia y los instruyó en los senderos del nuevo orden, declarando:
"Ahora te he dado todo.... Y por eso, de la sangre de vuestras almas voy a pedir cuentas...."
Noé es el ancestro de la humanidad actual y al ser depositario de los siete preceptos universales (él, su mujer, sus tres hijos y tres nueras), por extensión su descendencia entera está sujeta a los tales.
El pacto del arco iris y la entrega de los siete preceptos fueron anteriores a la entrega de la Torá a Moisés por parte de Hashem, por eso tanto los israelitas como las demás naciones se guiaban por estos siete preceptos básicos. Los mismos patriarcas de Israel: Abraham, Isaac y Jacob se rigieron por estas sencillas normas como se puede observar en el libro del Génesis.

## Base teológica
De acuerdo a la tradición judía, el Decálogo o los Diez Mandamientos (aserciones en realidad, que son una síntesis de los 613 mitzvot) se aplica únicamente a los judíos; al resto de la humanidad corresponde observar las "Siete Leyes de Noé", con sus respectivas derivaciones, ya que son las leyes que Noé le dijo a sus hijos para que formaran la nueva humanidad.
El término noájida indica la universalidad de estas ordenanzas, ya que toda la humanidad desciende de los tres hijos de Noé que sobrevivieron al diluvio universal.
Según el judaísmo existen dos vías para agradar a Dios: por medio de los preceptos judíos o los siete preceptos noájidas. El primero es para la nación de Israel mediante 613 mitzvot o mandamientos (que incluyen también estos siete preceptos de las naciones) y el segundo para los gentiles, quienes tienen que acatar los preceptos dados a Noé y sus hijos después del diluvio y ratificados en la entrega de la Torá en el Monte Sinaí.
De acuerdo con el sabio judío Moshe Ben Maimón, un no-judío que cumpla estos 7 preceptos solo por convicción intelectual y no por obedecer al deseo del Creador y cumplir con su voluntad, entendiendo la dimensión interior de cada mandato, no puede ser considerado como jasidei umot o justo entre las naciones, y su cumplimiento sería nulo y no tendría parte en la recompensa de los justos en el Mundo Venidero (Olam Habá).

### En la Biblia
Según la tradición teológica judía, de los siete preceptos universales, cinco fueron entregados inicialmente a Adán (Génesis 2:16), el primer hombre, siendo:
- No idolatría: Génesis 2:16 declara: “Y el Señor Dios ordenó al hombre, diciendo…”. Según la tradición judía la prohibición de la idolatría se encuentra codificado en este versículo.[10]
- No blasfemar: Levítico 24:10-17 relata el incidente de un judío que violó el mandato de Éxodo 22:27 y blasfemó con ira. Allí Levítico 24:15 dice: “‘ish ish (en hebreo: cualquier hombre) que maldiga a su Dios llevará su pecado”.  Es ahí que los tratadistas del Talmud concluyen que la doble expresión de ‘ish ish’ (que, literalmente, significa ‘un hombre, un hombre’) Significa que está incluida toda la humanidad, tanto judíos como no-judíos.[11]
- No robar: La prohibición del robo está contenida en Génesis 2:16, en el cual Dios otorgó a Adán y Eva el permiso para comer de los árboles del jardín. Según la tradiciión judía, esto implica que si no se hubiera otorgado el permiso, se les habría prohibido hacerlo porque la propiedad no les pertenecía.[10] Esto se aplicaba específicamente al fruto del Árbol del “Conocimiento del Bien y del Mal” que les estaba prohibido tomar, bajo pena de muerte.[12] Este mandamiento fue citado explícitamente por Abraham.[13]
- No asesinar: El edicto contra el asesinato, y el castigo por esta transgresión, se declara en Génesis 9:5-6: “Y, sin embargo, la sangre de las almas de ustedes reclamaré; de manos de todo animal la reclamaré. Y de manos del hombre, de manos el hermano de cada hombre reclamaré el alma del hombre. El que vierta la sangre del hombre, por el hombre su sangre será vertida, pues a imagen de Dios hizo al hombre”.
- No relaciones sexuales ilícitas: Cinco de los seis tipos de relaciones sexuales prohibidas por Dios a la humanidad están expuestos en Génesis 2:24: “Por lo tanto, un hombre dejará a su padre y a su madre y se aferrará a su esposa, y se convertirán en una sola carne”. Este versículo prohíbe explícitamente las relaciones de un hombre con su madre, con una mujer que alguna vez haya sido la pareja doméstica o la esposa certificada de su padre, con una mujer que actualmente es pareja doméstica o esposa certificada de otro hombre, y con otro hombre. También prohíbe las relaciones de un hombre o una mujer con un animal. También se prohíbe tener relaciones con su hermana materna, lo cual se aprende de Génesis 20:13: “Además, ella es realmente mi hermana, la hija de mi padre, aunque no la hija de mi madre; y ella se convirtió en mi esposa”. Según la tradición judía, Abraham dijo esto para apaciguar a Abimelec. En realidad, solo era figurativamente cierto en su caso, ya que Sara era la hija del hermano de Abraham. Así que tenían el mismo abuelo paterno, a quien la gente a menudo se refería como “padre”. También fue universalmente aceptado que se incluyeran las relaciones padre-hija, como lo demuestra la desgracia de Lot después de que tuvo relaciones con sus dos hijas, después de la destrucción de Sodoma y Gomorra.[14] Además de la abominación de las relaciones de un hombre con un hombre, las relaciones de una mujer con una mujer también son una abominación a Dios, que se aprende del hecho de que ambos están incluidos en los temas del versículo Levítico 18: 3, que habla en contra de las prácticas inmorales de los antiguos egipcios y cananeos, y al que Levítico 18:30 se refiere como “tradiciones abominables”. El Midrash (Sifrá) nombra específicamente este tipo de relaciones consideradas abominaciones: “Un hombre se casaría con un hombre, una mujer se casaría con una mujer y una mujer se casaría con dos hombres”.

La violación de estos preceptos por parte de la humanidad conllevo al castigo del diluvio.
En Génesis 9:8-10, se menciona que tras el diluvio, Noé junto a su familia emergieron del arca, tras ello, Dios hizo un pacto con ellos, que Él nunca destruiría el mundo de nuevo con agua de diluvio. En este pacto se le encomendo a Noé guardar dos nuevos preceptos además de los cinco preceptos entregados previamente a Adan:
- No comer partes de un animal con vida: En un inicio, Adán y Eva no tenían permiso de matar animales para alimentarse, y esto permaneció vigente hasta después del Diluvio. Dios permitió que Noé y su familia comieran carne por primera vez después de que abandonaron el Arca, por lo que Dios en ese momento agregó el mandamiento que prohíbe comer carne que fue cortada de un animal vivo. Este mandamiento dado a Noé se registra en Génesis 9:4: “Pero la carne, con su alma [que está en] su sangre, no comerás”.
- Establecer cortes de verdad y justicia: Dios le ordena a Noe establecer cortes de verdad y justicia, estableciente así el séptimo mandamiento con respecto al juicio y el castigo de un asesino, como dice en Génesis 9:6, “Quien derrama la sangre del hombre, por el hombre su sangre será derramada…” Esto se refiere a un mandamiento a Noé para juzgar y penalizar a un asesino. Los sabios del Talmud explican: “Quien derrama la sangre del hombre” (refiriéndose al asesino), “por el hombre” (es decir, debe ser procesado en un tribunal por un hombre calificado), “su sangre será derramada” (si es declarado culpable, es responsable de la pena capital por el tribunal). Este mandamiento a diferencia de los anteriores, los cuales son mandamientos de cumplimento personal solo se puede llevar a cabo estableciendo un pacto social para establecer un sistema judicial y poder punitivo.

### En el Talmud
El Talmud es una de las fuentes principales de los 7 preceptos. Las distintas autoridades rabínicas discutieron el tema en relación con estos mandamientos y su aplicación, principalmente a los gentiles (los goyim) que vivían bajo dominio judío. En el tratado de Sanedrín se dictamina:

"Nuestros Rabinos enseñaron: siete preceptos fueron ordenados a los hijos de Noé: las leyes judiciales, evitar maldecir a Dios, la idolatría, el adulterio, derramamiento de sangre; robo y comer carne cortada de un animal vivo"
Talmud Sanedrín 56a

En el Talmud hay muchos otros tratados donde se discuten las 7 leyes, su observancia y aplicación, así como su origen y trasfondo teológico.

### En Jubileos
En el Libro de los Jubileos, se hace una referencia a las leyes de Noé:

Y en el vigésimo octavo jubileo, Noé comenzó a imponer a los hijos de sus hijos las ordenanzas y los mandamientos, y todos los juicios que él conocía, y exhortó a sus hijos a guardar la justicia, a cubrir la vergüenza de su carne y a bendecirlos. su Creador, y honra a padre y madre, y ama a su prójimo, y guarda sus almas de la fornicación, la inmundicia y toda iniquidad. Porque debido a estas tres cosas vino el diluvio sobre la tierra ... Porque cualquiera que derrame sangre de hombre, y cualquiera que coma sangre de cualquier carne, todos serán destruidos de la tierra.
Jubileos 7: 20-28

## Aplicabilidad y observación de las Siete leyes de los hijos de Noé
1. Seis de las Siete leyes de los hijos de Noé son prohibiciones.
2. Los hombres y las mujeres son iguales en la observancia de estos preceptos.
3. La persona es responsable, ante las Siete leyes de los hijos de Noé, a la edad de 13 años los varones y 12 las mujeres.
4. Es una máxima dentro de la observancia de las Siete leyes de los hijos de Noé que: “El desconocimiento de la Ley no exime de su cumplimiento.”
5. Los noájidas tienen permitido:
- Cruzar especies, tanto de plantas como de animales.
- Vestir o usar Shaatnez (tela hecha de lino y lana al mismo tiempo).
- Plantar diferentes semillas en un mismo campo de cultivo.

6. Además de lo anterior, un noájida también puede observar cualquiera de los 613 mandamientos de Israel a condición de que sea permisible y adecuado para el servicio noájida, por lo que debe ser previamente consultado con un rabino judío que posea los conocimientos necesarios y se encuentre calificado para guiar a un noájida; pero está estrictamente prohibido realizar los preceptos que están prescritos únicamente para el pueblo judío como:
- Observar el Shabat a la manera de los judíos (descansando de las acciones practicadas para la construcción del Tabernáculo durante el Éxodo de Egipto).
- Observar las festividades judías a la manera de los judíos (descansando de forma similar al Shabat).
- Estudiar aquellas partes de la Torá que no se aplican al servicio noájida para con Dios.
- Escribir un rollo de Torá (los Cinco Libros de Moisés) o recitar una aliyá en la Torá (i.e., leer una porción de la Torá en una reunión pública).
- Hacer, escribir o vestir tefilín, las filacterias que se usan durante el rezo judío y que contienen porciones de la Torá.
- Escribir una mezuzá, sobre un pergamino particular que contiene porciones de la Torá, o instalarla en el marco de la puerta de acceso al hogar de uno.
- Vestir kipá excepto cuando rece o se esté en una sinagoga o en el Kotel, así como en cualquier momento está prohibido llevar tzitzit ya que estos son exclusivos del pueblo judío.

7. Los noájidas tienen prohibida la innovación en la religión (como crear festividades).

## Desglosados por precepto
1. Prohibida la idolatría.
- El precepto enseña que no se debe servir a cosa creada alguna y que se es culpable de transgredir este precepto aun si después se retractase.
- La transgresión de este precepto no tiene efecto hasta que no se venere/adora al ídolo a la manera que los idólatras usualmente lo adoran.
- No se debe leer, pensar o incluso hablar acerca de la idolatría o de los procederes de las religiones idólatras.
- Preferiblemente es necesario, y hasta loable, morir antes que cometer idolatría.
- Está prohibido todo lo relacionado con los ídolos; ofrecer al ídolo alimentos, telas, utensilios, vestiduras, incienso, joyería, etc.; todo contacto con lo ofrecido o que haya estado con el ídolo a excepción de que haya preparado con intención de ofrecerlo pero aún no se haya llevado a cabo el ofrecimiento.
- Está prohibido confeccionar ídolos o imágenes que uno mismo o alguien más pudiera utilizar para la idolatría ya que si no es adorado por ti aun así transgrede el precepto.
- Está prohibido hacer algo o pensar lo que parezca o haga pensar a alguien que se es idólatra.
- Es un mandato el destruir todos los ídolos, todas las cosas utilizadas para servirlo y todo lo que ha sido confeccionado o edificado a causa de ellos, así como cualquier beneficio que del ídolo se haya obtenido arrojándolos al mar, incluyendo objetos de joyería.
- A consecuencia directa del punto anterior está prohibido obtener cualquier beneficio de una casa idólatra; su olor, sombra, resguardo y/o cualquier otra cosa que provenga de ella. Siempre se deberá guardar una distancia de no menos de 2.5 metros de una casa idólatra.
- Las imágenes en tres dimensiones están prohibidas por lo que, como consecuencia directa de lo anterior, está vedado hacer esculturas.
- A los falsos profetas y/o personas que reciban mensajes falsamente de la Divinidad les corresponde la pena capital.
- Está prohibido venerar/adorar a un ser humano, animal y otros seres como si fueran Dios; queda prohibido el apoyo, financiamiento o beneficio proveniente de la idolatría.
- Está prohibido venerar/adorar a los cuerpos celestes en el firmamento, así como la tierra, el mar, montañas, etc
- Está prohibido dar sacrificios de cualquier tipo a la idolatría.
- Están prohibidas todas las formas y variaciones de hechicería, adivinación, astrología, cartomancia, necromancia, consultar espíritus y fantasmas.

2. Prohibida la blasfemia
- La blasfemia es el único medio por el cual se puede transgredir las Siete leyes de los hijos de Noé solo con la facultad de hablar por lo que es considerada como peor que la idolatría.
- Se debe tener siempre cuidado al hablar sobre temas divinos por lo que es recomendable evitar los atributos descriptivos para referirse a Dios.

3. Prohibidas las relaciones sexuales ilícitas
- Están prohibidas las relaciones entre: madre-hijo, padre-hija, tío-sobrina, tía-sobrino, madrastra-hijastro, padrastro-hijastra y hermano-hermana es decir: incestos.
- Están permitidas las relaciones con un pariente político solo después de la muerte del familiar que establece el nexo; esto incluye cuñados y nueras.
- Están prohibidos el adulterio, las relaciones homosexuales y lésbicas así como también el zoofilia, necrofilia, la pederastia y la prostitución en todas sus formas.
- Según los Siete Preceptos de los Hijos de Noé, se considera a una pareja casada después que hayan tenido relaciones sexuales, con la intención de que se constituya en matrimonio.
- No está permitido el divorcio salvo que se hayan agotado todas las demás alternativas y no quede otra solución.
- A diferencia de los Hijos de Israel, los Hijos de Noé están emparentado solo por vía materna.
- Está prohibida la castración  ya sea en humano o animal.

4. Prohibido el robo
- Está establecido que el transgresor de este precepto debe devolver hasta lo más mínimo que haya robado no importa su poco valor.
- No importa si se roba en secreto o abiertamente es robo.
- Los Hijos de Noé tiene prohibido involucrarse en guerras cuyo objetivo sea la conquista de territorios.
- Están prohibidos la usura y el sobreprecio así como poseer pesos y medidas falseadas.
- La agresión física también es considerada robo de la dignidad y la moral del humano, incluyen la violación y demás formas de abuso.
- La codicia  también es considerada robo.
- Si un ladrón roba a otro ladrón ambos transgreden el precepto.
- Está prohibido tomar cualquier cosa sin permiso del dueño.
- La estafa, la usura, el chantaje, el amedrentamiento son prohibidos en cualquiera de sus facetas.

5. Prohibido el asesinato
- Quien mata a un ser humano, aun dentro del vientre de su madre (40 días después de la concepción, véase aborto) recibe la pena capital. Excepto en el caso de que la vida de la madre esté en peligro.[18][19][20]
- Prohibida la eutanasia y el suicidio.
- La muerte por proteger a alguien está prohibida excepto si uno mismo es el agredido.
- Está prohibido contratar a un sicario.
- Está prohibido planificar un asesinato de cualquiera de sus formas.

6. Prohibido el comer animales vivos
- Solo está permitido tomar la vida de un animal con el fin de alimentarse; hay que cerciorarse de su muerte antes de comerlo, es decir que no exista ningún tipo de movimiento.
- El humano no tiene permitido ser rapaz.
- El humano no puede comer nada que un animal haya cazado o comido/mordido por otro animal (véase zoonosis).
- El humano no puede beber/alimentarse de sangre de otro ser viviente o de su propia especie.

7. Establecer cortes de ley y justicia
- Toda corte de ley debe estar acorde con los Siete Preceptos de los Hijos de Noé.
- Debido a la obligatoriedad que posee el noájida de que en su sociedad exista una corte de ley es obligatorio establecerla en la comunidad que no la posea por lo que este mandamiento se convierte en una prohibición y amerita  castigo todo aquel Hijo de Noé que pudiendo no lo cumpla.
- Solo se podrá condenar a aquellos transgresores mentalmente competentes.
- Es deseable que ambos litigantes lleguen a un acuerdo para evitar ir a la corte.
- En una corte de ley noájida la evidencia circunstancial es admisible.
- La integridad e imparcialidad de un juez tiene que ser total.
- Cada caso debe ser tratado individualmente.
- Si una transgresión o transgresiones cometidas por un mismo transgresor amerita dos o más castigos por parte de la corte siempre se aplicará el más estricto.
- Toda persona está obligada a brindar testimonio en la corte si posee algún conocimiento sobre la transgresión cometida.
- Un transgresor condenado no puede ser llamado a brindar testimonio.
- Está prohibido ofrecer testimonio basado en rumores.
- No pueden ofrecer testimonio en una corte de ley:
  - Esclavos (por cuanto no poseen voluntad propia).
  - Niños.
  - Deficientes mentales.
  - Sordos.
  - Mudos.
  - Ciegos (aun cuando sean capaces de reconocer la voz del transgresor).
  - Personas descuidadas en el cumplimiento de los Siete Preceptos.
  - Amigos del transgresor.
  - Cónyuges o familiares cercanos del transgresor.
  - Alguna persona que obtenga, directa o indirectamente, beneficios con el fallo.

### Otros mandamientos de la Torá tradicionalmente observados por los noájidas
- Honrar a padre y madre.
- Ofrecer caridad a los necesitados (Tzedaká).
- Debe ser solidario.
- Respetar la Creación.

## En el judaísmo
Desde la perspectiva del judaísmo, estos siete preceptos son los instrumentos para que los gentiles tengan su recompensa en el Olam Haba (‘Mundo Venidero’), donde van tanto justos como pecadores, pero con la diferencia de que mientras los justos son regocijados por sus obras rectas, los pecadores son atormentados por el recuerdo de sus malas obras.

### Clasificación de Maimonides
El rabino Maimonides realizó una clasificación sobre las leyes noájidas en la Mishné Torá en la sección denominada como Ley de los Reyes y sus guerras. De esta clasificación se derivan las siete leyes de Noé para toda la humanidad, pero en algunos casos especificos como los descendientes de Ismael y Esaú también incluye el precepto de la circuncición además de algunas takanás (decretos) exclusivas de cada pueblo como la oración o el diezmo. Esto parece respaldar la idea de que las naciones noájidas tienen sistemas legales paralelos e independientes, específicos de cada nación.

Seis preceptos fueron ordenados a Adán: la prohibición de adorar a dioses falsos; la prohibición de maldecir a Dios; la prohibición del asesinato; la prohibición del incesto y el adulterio; la prohibición del robo; el mandato de establecer leyes y tribunales de justicia. 
Si bien todos estos mandatos los recibimos de Moisés y, además, son conceptos que el intelecto mismo tiende a aceptar, de las palabras de la Torá se desprende que Adán recibió órdenes al respecto. 
La prohibición de comer carne de un animal vivo fue añadida para Noé, como dice Génesis 9:4 : «Sin embargo, no comerás carne con su vida, que es su sangre». Por lo tanto, hay siete mitzvot. 
Estos asuntos permanecieron iguales en todo el mundo hasta Abraham. Cuando Abraham se levantó, además de estos, se le ordenó la circuncisión. También ordenó las oraciones matutinas. 
Isaac separó los diezmos y ordenó un servicio de oración adicional antes del atardecer. Jacob añadió la prohibición de comer el nervio ciático. También ordenó las oraciones vespertinas. En Egipto, a Amram se le ordenó observar otras mitzvot. Finalmente, Moisés llegó y completó la Torá.
Ley de los reyes y sus guerras, Capítulo 9:1

#### Leyes de Adán
Según maimonides a Adán, quien es considerado como el primer ser humano se le ordenó en seis cosas:
1. Prohibición de la idolatría
2. Prohibición de la blasfemia
3. Prohibición del asesinato
4. Prohibición de la inmoralidad sexual
5. Prohibición de robo
6. Orden de crear Tribunales de Justicia

#### Leyes de Noé
En el análisis de Maimonides se indica que en la Torá indica que posteriormente a las leyes encomendadas a Adán y posteriormente al diluvio, Dios le encomendo a Noé y sus descendientes la prohibición de comer animales con vida en base al texto bíblico: «Sin embargo, no comerás carne con su vida, que es su sangre» (Génesis 9:4).
1. Prohibición de la idolatría
2. Prohibición de la blasfemia
3. Prohibición del asesinato
4. Prohibición de la inmoralidad sexual
5. Prohibición de robo
6. Prohibición de comer animales con vida
7. Orden de crear Tribunales de Justicia

#### Leyes de Ismael
Estas leyes fueron entregadas a Abraham, y correspondientemente heredadas a sus hijos Ismael e Isaac (en el caso de este último también huviese estado vigente por un tiempo "las leyes de Isaac" que serian similares a las de Ismael, pero con la entrega de la Torá sus desendientes, es decir, los judíos, estos últimos tendrían que cumplir con 613 preceptos). Según la tradición judía, los árabes son descendientes de Ismael y por tanto les correspondería guardar las siguientes leyes:
1. Prohibición de la idolatría
2. Prohibición de la blasfemia
3. Prohibición del asesinato
4. Prohibición de la inmoralidad
5. Prohibición de robo
6. Leyes dietéticas
7. Mandamiento para establecer Tribunales de Justicia
8. Mandamiento de la Circuncisión

Takaná ismaelita:
1. Precepto de la oración de la mañana

#### Leyes de Esaú
Estas leyes fueron entregadas a Isaac, y correspondientemente heredadas a sus hijos Esaú y Jacob (en el caso de este último también huviese estado vigente por un tiempo "las leyes de Jacob"  que serian similares a las de Esaú, pero con la entrega de la Torá sus desendientes, es decir, los judíos, estos últimos tendrían que cumplir con 613 preceptos). Bajo ese contexto según la tradición judía a los descendientes de Esaú les correspondería guardar las siguientes leyes:
1. Prohibición de la idolatría
2. Prohibición de la blasfemia
3. Prohibición del asesinato
4. Prohibición de la inmoralidad
5. Prohibición de Robo
6. Leyes dietéticas
7. Mandamiento para establecer Tribunales de Justicia
8. Mandamiento de la Circuncisión

Takaná esavita:
1. Precepto de la oración de la mañana
2. Precepto de la oración de la tarde
3. Mandamiento al diezmo

#### Leyes de Israel
Según el análisis de Maimónides, estas leyes representan una evolución gradual, comenzando con los seis preceptos encomendados a Adán. A estos se sumó la ley dietética entregada a Noé, seguida por la ley de la circuncisión, ordenada a Abraham y sus hijos, Ismael e Isaac. Abraham también instituyó las oraciones matutinas. Posteriormente, Isaac estableció la tradición del diezmo y la oración vespertina. Jacob (renombrado como Israel), por su parte, introdujo leyes dietéticas adicionales y las oraciones nocturnas. Finalmente, Amram en Egipto decretó preceptos adicionales, culminando en la entrega de la Torá por Moisés, que contiene los 613 preceptos.

## En el cristianismo
Un rabino del siglo XVIII, Jacob Emden, planteó la hipótesis que Jesús y sus discípulos, tenían la intención de persuadir a los gentiles que guarden las Siete Leyes de Noé mientras pedían a los judíos que guardaran las Leyes de Moisés en su totalidad. En la Biblia cristiana se puede observar el siguiente verso mencionado por Jesús:

No penséis que he venido para abrogar la Ley o los profetas: no he venido para abrogar, sino á cumplir.
Mateo 5:17

Según Emdem, en el cristianismo primitivo, no se tenía la intención de abolir el judaísmo sino sólo se intentó establecer una nueva religión para los gentiles a partir de ese momento, tampoco una nueva, en sí una antigua, el noajismo, siendo su base fundamental las Leyes de Noé, las cuales habían sido olvidadas, razón por la cual no exigieron a sus seguidores que observaran el sábado, ni el mandamiento de la circuncisión (mandamientos que según el judaísmo no se aplica a los no-judíos).
El artículo de la Enciclopedia Judía sobre el Nuevo Testamento dice:

Porque grande como fue el éxito de Bernabé y Pablo en el mundo pagano, las autoridades de Jerusalén insistían en la circuncisión como condición de admisión de miembros en la iglesia, hasta que, por iniciativa de Pedro y de Jacobo, la cabeza de la iglesia de Jerusalén, se acordó que la aceptación de las Leyes de Noé (es decir, en relación con la evitación de la idolatría, la fornicación, y el consumo de carne cortada de un animal vivo) debía exigirse de los paganos deseosos de entrar en la Iglesia.

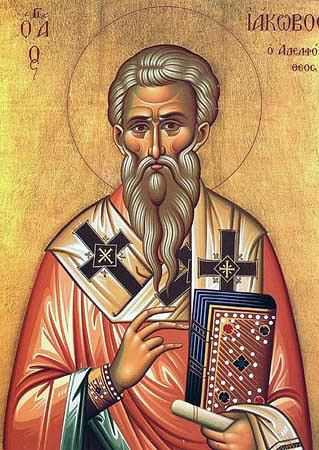
Santiago el Justo, cuyo dictamen fue adoptado en el Concilio Apostólico de Hechos 15:20: Más bien debemos escribirles que se abstengan de lo contaminado por los ídolos, de la inmoralidad sexual, de la carne de animales estrangulados y de sangre.

Por lo que en un Concilio Apostólico registrado en el Hechos en el versículo 15, se decidió que los gentiles que se unian a las comunidades cristianas (iglesias) no estaban obligados a seguir las Leyes de Moisés, lo que se ve comúnmente como una conexión con a las Siete Leyes de Noé.

Por lo tanto, yo considero que debemos dejar de ponerles trabas a los no-judíos que se convierten a Dios. Más bien debemos escribirles que se abstengan de lo contaminado por los ídolos, de la inmoralidad sexual, de la carne de animales estrangulados y de sangre. En efecto, desde tiempos antiguos Moisés siempre ha tenido en cada ciudad quien lo predique y lo lea en las sinagogas todos los sábados.
Hechos 15:19-21

El 20 de marzo de 2007, en el Informe de la reunión bilateral entre la Iglesia Católica y el Gran Rabinato de Israel, se citó las leyes de Noé:

Dios ha creado a la persona humana como un ser social que, por definición, pone límites a la libertad humana individual. Además, la libertad de elección se deriva de Dios y, por lo tanto, no es absoluta, sino que debe reflejar la voluntad y la ley divinas. Por consiguiente, los seres humanos están llamados a obedecer libremente la voluntad Divina manifestada en la Creación y en Su palabra revelada.

La tradición judía enfatiza que el Pacto de Noájida (véase Génesis 9:9-12) contiene el código moral universal que incumbe a toda la humanidad. Esta idea se refleja en las escrituras cristianas en el libro de Hechos 15:28-29.

En el Libro de los Jubileos, libro canónico en la Biblia de la Iglesia ortodoxa de Etiopía se hace una referencia a las leyes de Noé:

Y en el vigésimo octavo jubileo, Noé comenzó a imponer a los hijos de sus hijos las ordenanzas y los mandamientos, y todos los juicios que él conocía, y exhortó a sus hijos a guardar la justicia, a cubrir la vergüenza de su carne y a bendecir a su Creador, y honra a padre y madre, y ama a su prójimo, y guarda sus almas de la fornicación, la inmundicia y toda iniquidad. Porque debido a estas tres cosas vino el diluvio sobre la tierra ... Porque cualquiera que derrame sangre de hombre, y cualquiera que coma sangre de cualquier carne, todos serán destruidos de la tierra.
Jubileos 7: 20-28

## Reconocimiento público

### Estados Unidos

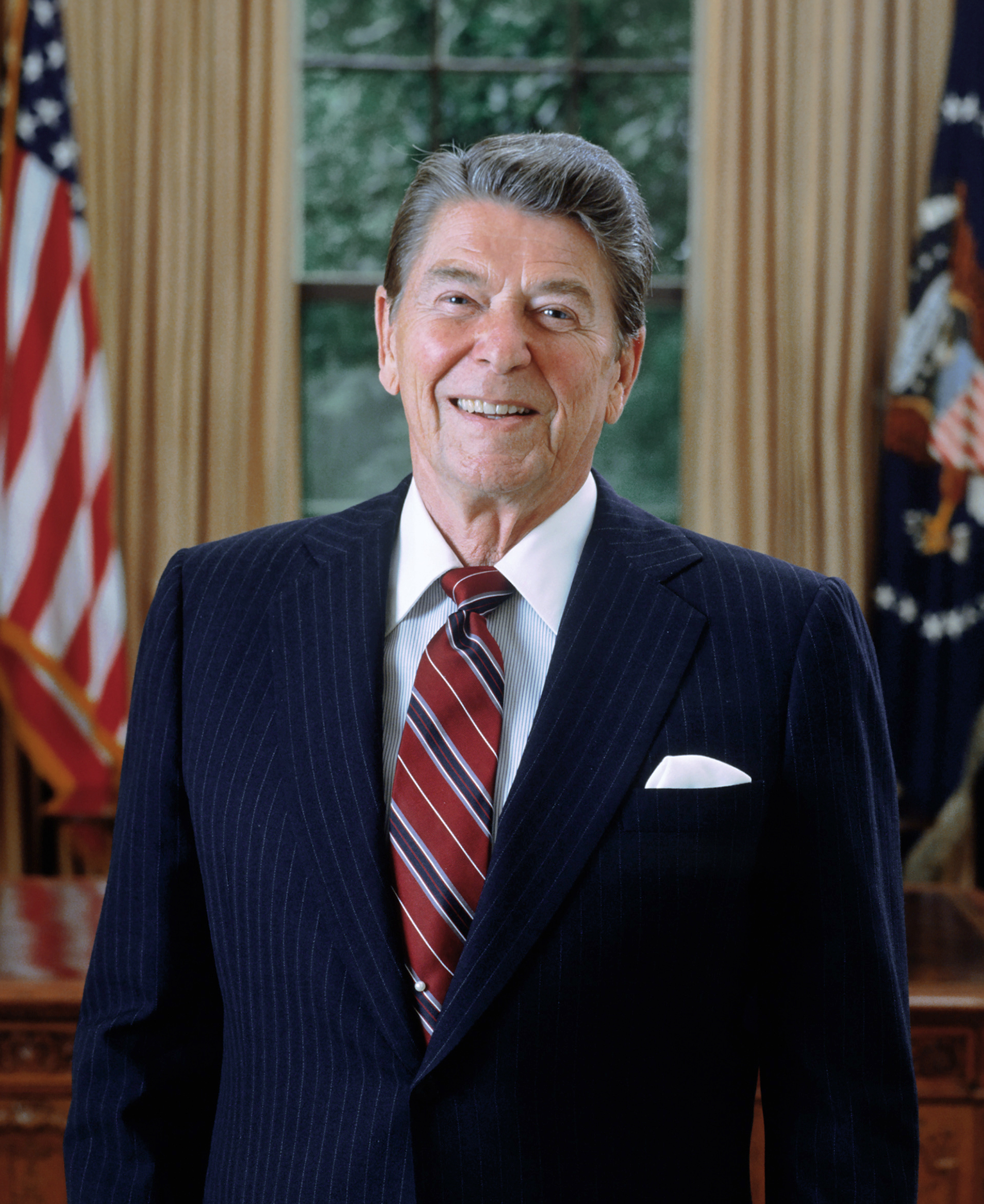
Ronal Reagan, 40° presidente de los Estados Unidos.

En 1982, el entonces presidente de Estados Unidos, Ronal Reagan emitió la Proclamación 4921 en la cual se estableció el 4 de abril de 1982 como "Día Nacional de Reflexión" en conmemoración al cumpleaños 80 del Rebe de Lubavitch.

El trabajo del Rebe Lubavitch se destaca como un recordatorio de que el conocimiento es una meta indigna a menos que vaya acompañado de sabiduría y comprensión moral y espiritual. Ha proporcionado un ejemplo vívido de la validez eterna de las Siete Leyes Noé, un código moral para todos nosotros, independientemente de nuestra fe religiosa.
Ronal Reagan, Proclamación 4921

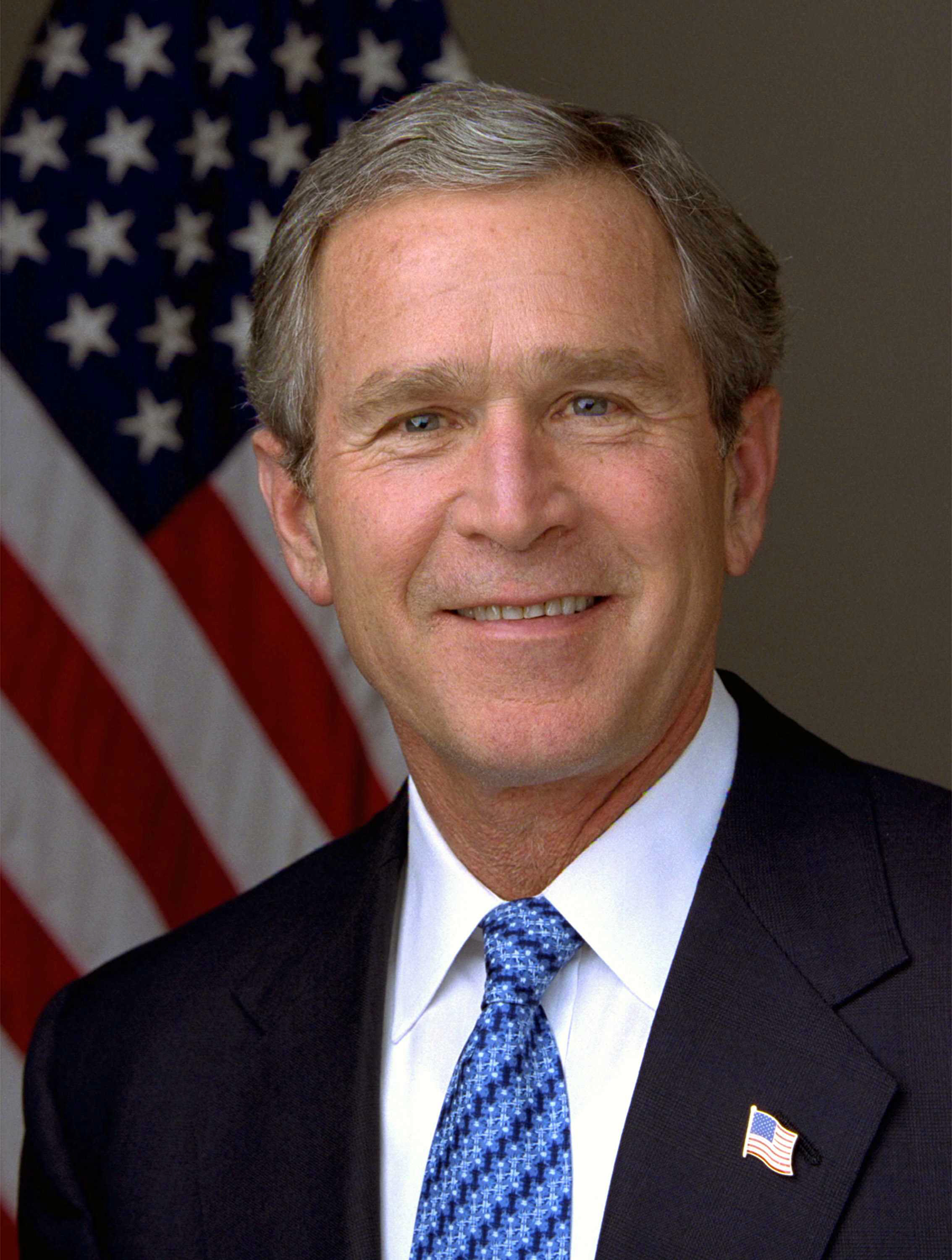
George Bush, 43° presidente de los Estados Unidos.

En 1989, George Bush emitió la Proclamación 5956 en la cual mencionó lo siguiente:

Los valores éticos son la base de la sociedad civilizada. Una sociedad que no los reconoce ni se adhiere a ellos no puede perdurar.

Los principios de conducta moral y ética que han formado la base de todas las civilizaciones nos llegan, en parte, de las centenarias Siete Leyes de Noé. Las Leyes de Noé son en realidad siete mandamientos dados al hombre por Dios, tal como están registrados en el Antiguo Testamento. Estos mandamientos incluyen la prohibición del asesinato, el robo, el adulterio, la blasfemia y la avaricia, así como el orden positivo de establecer tribunales de justicia.

A través del liderazgo del rabino Menachem Schneerson y el movimiento mundial Lubavitch, la Ley Noé – y las normas de conducta debidamente derivadas de ella – se han promulgado en todo el mundo.
George Bush, Proclamación 5956

En 1991, mediante una resolución conjunta de las cámaras del Congreso de los Estados Unidos, emitieron la siguiente proclamación: 

Considerando que el Congreso reconoce la tradición histórica de valores y principios éticos que son la base de la sociedad civilizada y sobre la cual se fundó nuestra gran Nación;

Considerando que estos valores y principios éticos han sido la base de la sociedad desde los albores de la civilización, cuando fueron conocidos como las Siete Leyes Noájidas;

Mientras que, sin estos valores y principios éticos, el edificio de la civilización está en grave peligro de volver al caos...

### Israel

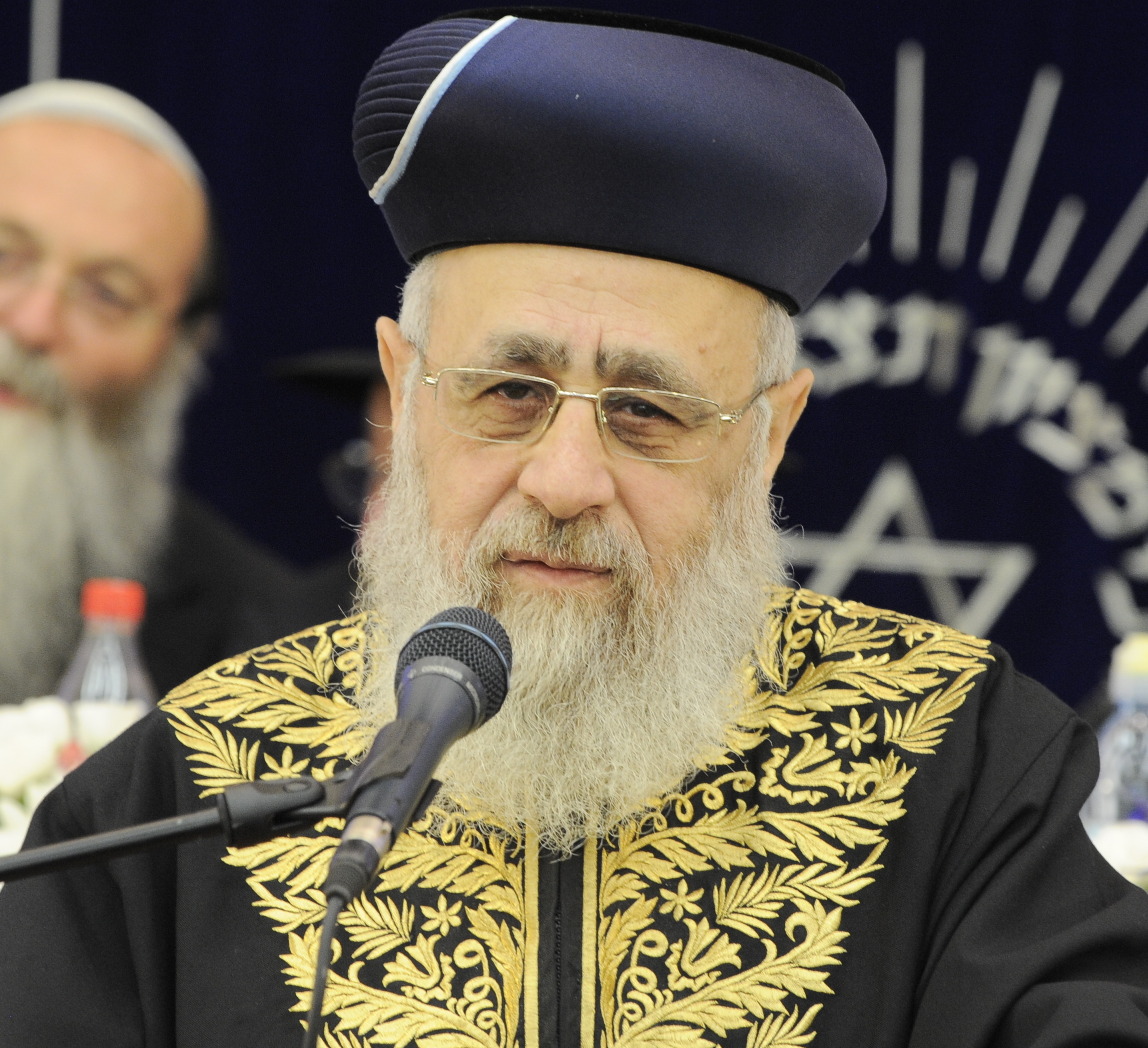
Yitzhak Yosef, Gran Rabino Sefardí de Israel

En el 2016, el Gran Rabino Sefardí de Israel, Yitzhak Yosef, declaró que según la ley judía los únicos no-judios que deberían vivir en Israel deberían ser los que guardan las leyes de Noé:

Según la ley judía, está prohibido que un no judío viva en la Tierra de Israel, a menos que haya aceptado las siete leyes de Noé.
Yitzhak Yosef

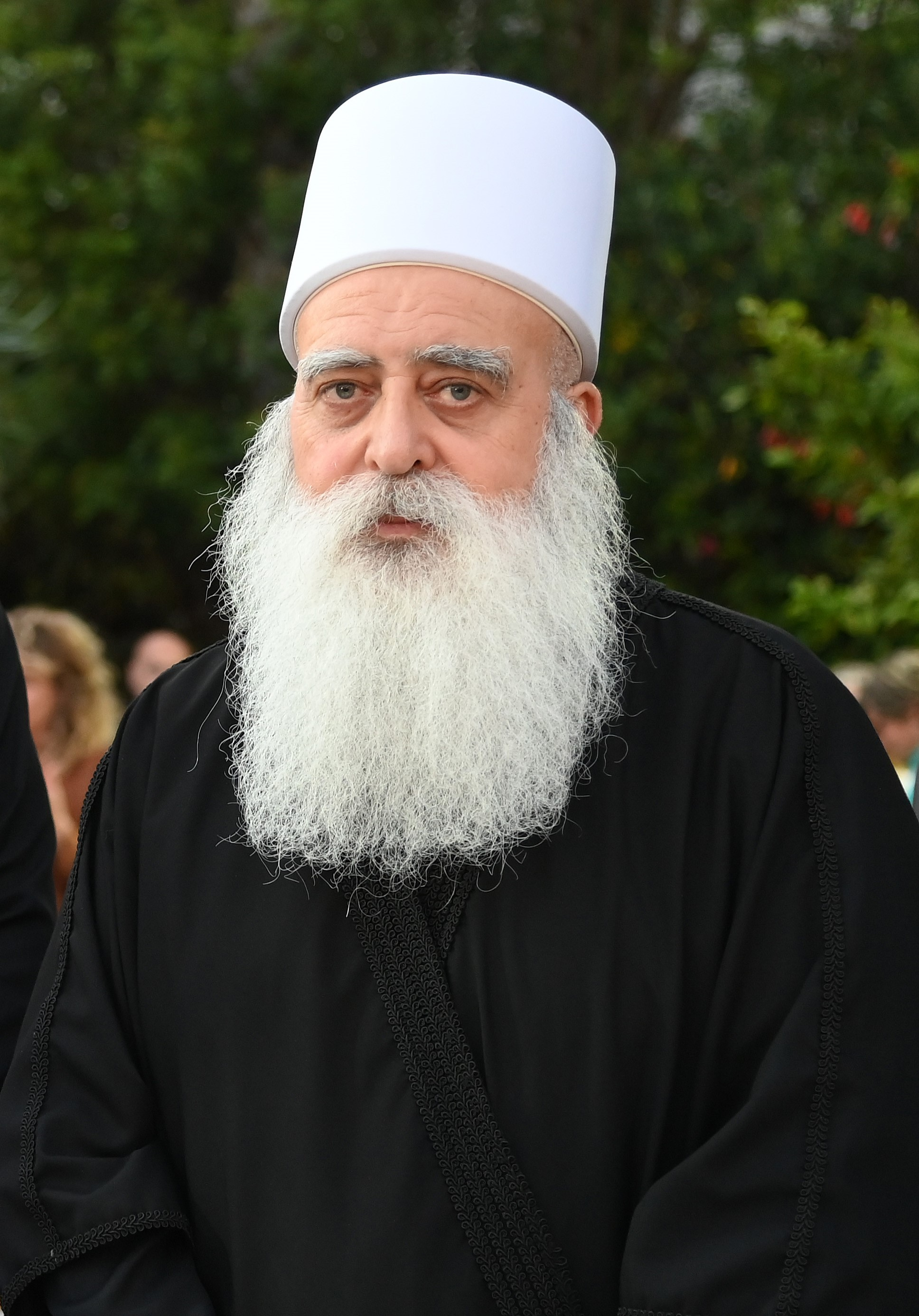
Mowafaq Tarif, Jeque y líder espiritual de los drusos en Israel.

En enero de 2004, el líder espiritual de la comunidad drusa en Israel, Sheikh Mowafaq Tarif, se reunió con un representante de la organización judía Jabad-Lubavitch para firmar una declaración en la que llamaba a todos los no-judíos que habitan en Israel a observar las Leyes de Noé; el alcalde de Galilea y de la ciudad árabe de Shefa-'Amr también firmaron el documento. La declaración incluye el compromiso de hacer un "...mundo mejor y más humano basado en las Siete Leyes de Noé y los valores que representan, ordenados por el Creador a toda la humanidad a través de Moisés en el Monte Sinaí".